# جيك رودريغيز
جيك رودريغيز (2 أكتوبر 1965 في الولايات المتحدة - ) هو ملاكم بورتوريكي.

## إحصائيات
خاض خلال مسيرته 38 نزالا، فاز في 28 وتعادل في 2 وخسر في 8. فاز بالضربة القاضية في 8 نزالات.

## روابط خارجية
- جيك رودريغيز على موقع بوكس ريك (الإنجليزية) (registration required)